# Štiavnik
Štiavnik és un poble i municipi d'Eslovàquia que es troba a la regió de Žilina, al centre-nord del país. El 2023 tenia 3.933 habitants.

## Demografia
| Godina             | 1994 | 2004   | 2014   | 2024   |
| ------------------ | ---- | ------ | ------ | ------ |
| Nombre de persones | 3944 | 4097   | 4101   | 3920   |
| Diferència         |      | +3,87% | +0,09% | −4,41% |

| Godina             | 2023 | 2024   |
| ------------------ | ---- | ------ |
| Nombre de persones | 3933 | 3920   |
| Diferència         |      | −0,33% |